# Coppa del Mondo Under-23 3x3 2019
La Coppa del Mondo Under-23 3x3 2019 si sono svolti a Lanzhou, in Cina, dal 2 al 6 ottobre.

## Risultati
| Evento           | Oro      | Argento | Bronzo  |
| Torneo maschile  | Russia   | Ucraina | Serbia  |
| Torneo femminile | Giappone | Russia  | Francia |

## Medagliere
| Posiz. | Nazione  | Oro | Argento | Bronzo | Totale |
| ------ | -------- | --- | ------- | ------ | ------ |
| 1      | Russia   | 1   | 1       | 0      | 2      |
| 2      | Giappone | 1   | 0       | 0      | 1      |
| 3      | Ucraina  | 0   | 1       | 0      | 1      |
| 4      | Serbia   | 0   | 0       | 1      | 1      |
| 4      | Francia  | 0   | 0       | 1      | 1      |
| Totale | Totale   | 2   | 2       | 2      | 6      |